# Samú Costa
Samuel "Samú" de Almeida Costa (nascut el 27 de novembre de 2000) és un futbolista professional portuguès que juga com a migcampista defensiu al RCD Mallorca.

## Carrera de club

### Braga
Nascut a Aveiro, Costa va representar SC Beira-Mar, Gafanha, Palmeiras FC de Braga i Braga en etapa juvenil. Va debutar al Campionat de Portugal amb l'equip B d'aquest últim el 2 de novembre de 2019 en un partit contra el GD Bragança.
El 25 de juliol de 2020, Costa va jugar el seu primer partit amb el Braga, entrant com a substitut de Pedro Amador al minut 46 en un partit contra el Porto.

### Almeria
El 10 de setembre de 2020, Costa va ser cedit a la UD Almeria de Segona Divisió per a la temporada 2020-21. Va debutar a l'estranger disset dies després, començant com a titular en una victòria fora de casa per 2-0 davant el CD Lugo.
Costa va marcar el seu primer gol com a professional el 24 de gener de 2021, marcant el primer gol en un empat 2-2 a casa contra el CE Sabadell FC. L'11 de juny, després de ser utilitzat habitualment, va ser comprat directament i va signar un contracte de cinc anys.
Costa va ajudar els andalusos en el seu ascens a la primera divisió com a campions, i va debutar a la primera categoria el 14 d'agost de 2022, començant amb una derrota a casa per 2-1 davant el Real Valladolid. El 23 de setembre, va ampliar encara més el seu vincle contractual fins al 2029.

### Mallorca
El 10 d'agost de 2023, Costa va acordar un contracte de cinc anys amb el RCD Mallorca també a la primera divisió espanyola.

## Carrera internacional
Costa va formar part de l'equip de Portugal que va quedar subcampió darrere d'Espanya al Campionat d'Europa sub-19 de la UEFA 2019 a Armènia.